# Viajo porque Preciso, Volto porque Te Amo
Pour plus de détails, voir Fiche technique et Distribution.
Viajo porque Preciso, Volto porque Te Amo est un film brésilien réalisé par Karim Aïnouz et Marcelo Gomes, sorti en 2009.
Il est présenté en séction Orizzonti à la Mostra de Venise 2009.

## Synopsis
José Renato, géologue, est envoyé en mission pendant un mois dans le sertão brésilien. Parcourant ces terres arides, à la rencontre de ceux qui les habitent, tout au long de ce voyage reviennent en lui une musique et un amour qui ne le quittent pas. 
Road movie intérieur, à mi-chemin entre le journal intime et le documentaire, Viajo Porque Preciso est un voyage poétique qui propose une percée anthropologique du Brésil, réalisé par deux cinéastes brésiliens emblématiques.  

## Fiche technique
- Titre original : Viajo porque Preciso, Volto porque Te Amo
- Réalisation : Karim Aïnouz et Marcelo Gomes
- Scénario : Karim Aïnouz et Marcelo Gomes
- Pays d'origine :  Brésil
- Format : Couleurs - 35 mm - Dolby Digital
- Genre : drame
- Durée : 71 minutes
- Date de sortie :
  -  Italie : 4 septembre 2009 (Mostra de Venise 2009)
  -  France : avril 2016 en DVD

## Distribution
- Irandhir Santos : José Renato

## Distinctions

### Récompenses
- Festival international du nouveau cinéma latino-américain de La Havane 2009 : prix du Grand Coral et prix FIPRESCI
- Festival international du film de Rio 2009 : meilleur réalisateur
- Rencontres Cinémas d'Amérique latine à Toulouse (es) 2010 : grand prix Coup de cœur

### Nominations et sélections
- Mostra de Venise 2009 : sélection Horizons
- Grande Prêmio do Cinema Brasileiro 2011 : meilleur film, meilleur réalisateur, meilleur scénario et meilleur montage